# Estepas de Yecla
Estepas de Yecla este o arie protejată (arie de protecție specială avifaunistică — SPA) din Spania întinsă pe o suprafață de 4.244,32 ha, integral pe uscat.

## Localizare
Centrul sitului Estepas de Yecla este situat la coordonatele 38°39′08″N 1°09′08″W / 38.6522°N 1.1522°V.

## Înființare
Situl Estepas de Yecla a fost declarat arie de protecție specială avifaunistică în decembrie 1999 pentru a proteja 29 de specii de animale.

## Biodiversitate
Situată în ecoregiunea mediteraneană, aria protejată conține 3 habitate naturale: Lande oro-mediteraneene cu formațiuni endemice de grozamă, Păduri de Quercus ilex și Quercus rotundifolia, Matorral arborescenți cu Juniperus spp..
La baza desemnării sitului se află mai multe specii protejate de  păsări (29): fâsă-de-câmp (Anthus campestris), pasărea ogorului (Burhinus oedicnemus), șorecarul comun (Buteo buteo), ciocârlie-cu-degete-scurte (Calandrella brachydactyla), erete de stuf (Circus aeruginosus), erete vânăt (Circus cyaneus), erete cenușiu (Circus pygargus), porumbel gulerat (Columba palumbus), dumbrăveancă (Coracias garrulus), prepeliță (Coturnix coturnix), șoim de iarnă (Falco columbarius), Falco naumanni, șoim călător (Falco peregrinus), șoimul rândunelelor (Falco subbuteo), vânturel roșu (Falco tinnunculus), ciocârlan (Galerida cristata), Galerida theklae, ciocârlie de pădure (Lullula arborea), ciocârlie de bărăgan (Melanocorypha calandra), gaia neagră (Milvus migrans), pietrar mediteranean (Oenanthe hispanica), Oenanthe leucura, dropie (Otis tarda), ploier auriu (Pluvialis apricaria), Pterocles alchata, Pterocles orientalis, Pyrrhocorax pyrrhocorax, silvie de tufiș (Sylvia undata), spârcaci (Tetrax tetrax).
Pe lângă speciile protejate, pe teritoriul sitului au mai fost identificate 4 specii de plante, 12 specii de păsări, 8 specii de amfibieni, 2 specii de mamifere.